# Viola hederacea
Viola hederacea là một loài thực vật có hoa trong họ Hoa tím. Loài này được Labill. miêu tả khoa học đầu tiên năm 1805.

## Hình ảnh

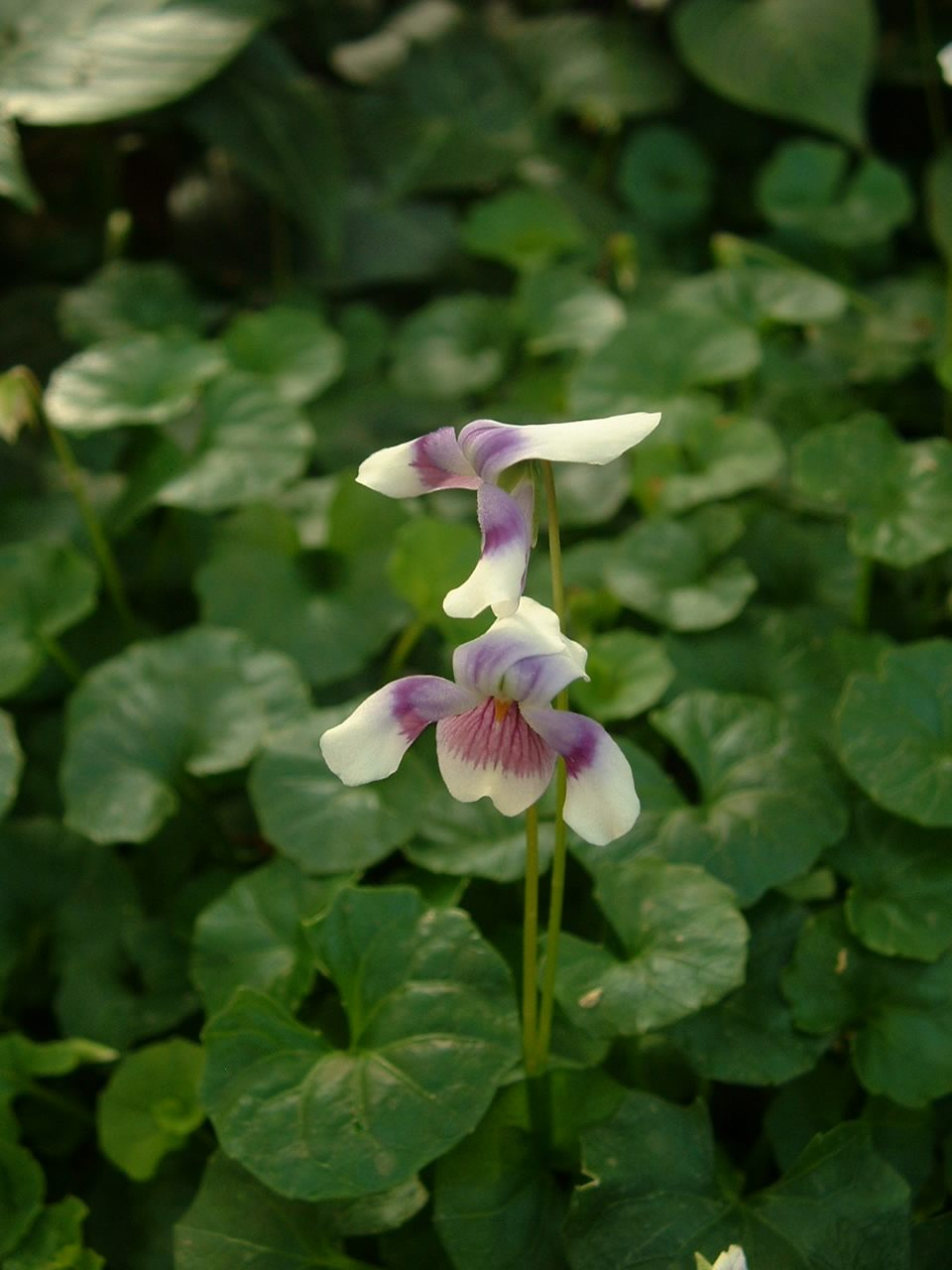
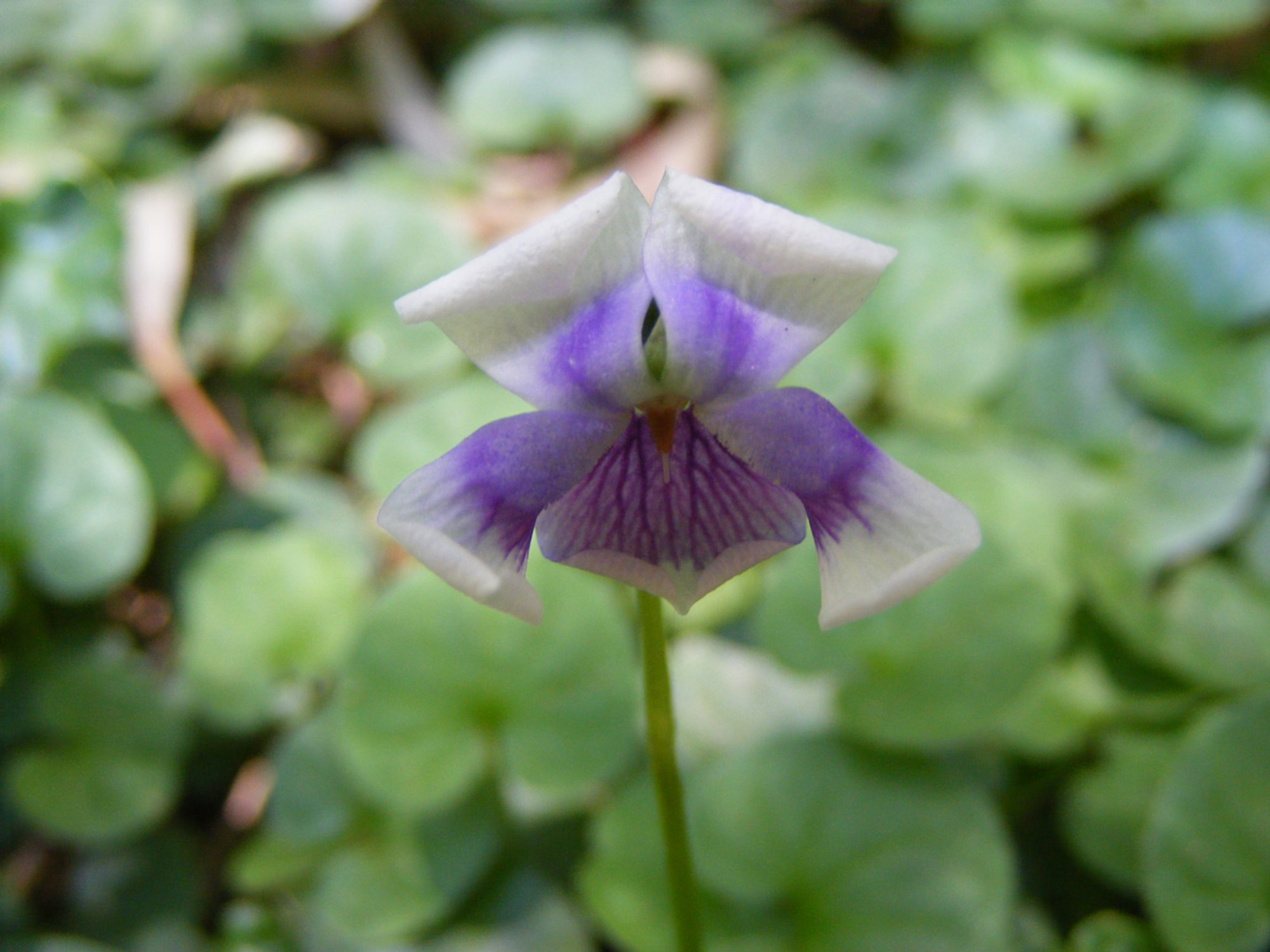